# 뤼크 몽타니에

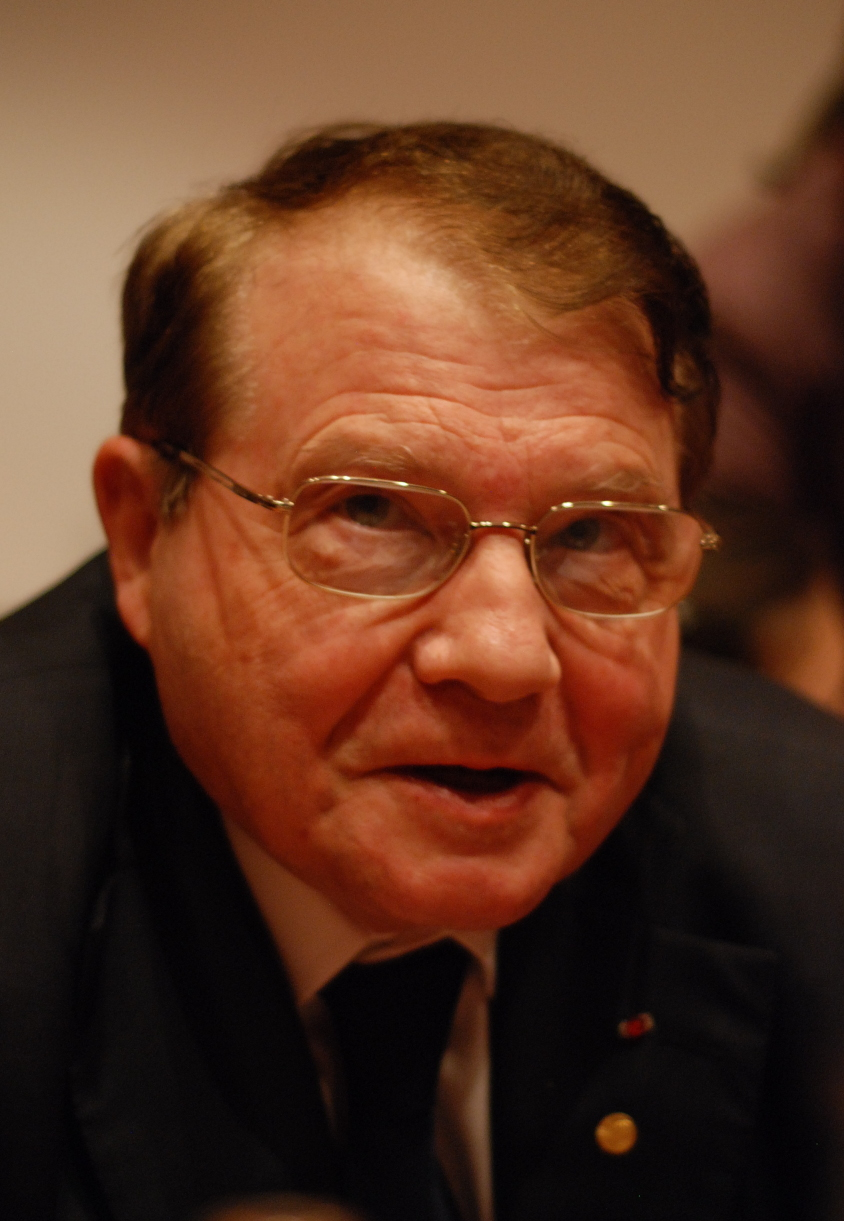
뤼크 몽타니에(2008년)

뤼크 몽타니에(프랑스어: Luc Montagnier 프랑스어: [mɔ̃taɲje] 1932년 8월 18일 ~ 2022년 2월 8일)는 프랑스의 바이러스 학자, 노벨상 공동수상자이다. 인간의 면역결핍증을 일으키는 HIV 바이러스를 발견한 공로로 2008년 노벨 생리학·의학상을 독일의 하랄트 추어하우젠, 프랑스의 프랑수아즈 바레시누시와 함께 공동으로 수상하였다. 파리의 파스퇴르연구소에서 연구원으로 일했으며, 중국 상하이교통대학에서 전임교수로 재직했다.
코로나19 대유행 기간 동안 몽타니에는 원인 바이러스인 SARS-CoV-2가 실험실에서 의도적으로 만들어져 누출되었다는 음모론을 선동했다. 하지만 그런 주장은 틀린 것으로 다른 바이러스 학자들에 의해 지속적으로 반박되었다. 또한 학계에서는 몽타니에가 노벨상 수상자라는 지위를 이용하여 본인의 전문 분야가 아닌 분야에서 의료 보건적으로 위험한 주장을 펼친다고 보고 비판을 하고 있다.

## 생애
몽타니에는 프랑스 샤브리에서 태어나 푸아티에 대학교와 파리 대학교에서 교육을 받았으며, 그곳들에서 가르치기도 했다. 1961년 도로시 아케르만(Dorothea Ackerman)과 결혼하여 세 자녀를 두었다. 2022년 2월 8일 몽타니에는 뇌이쉬르센에서 89세의 나이로 사망했다.